# رينان (لاعب كرة قدم برازيلي)
رينان هو لاعب كرة قدم برازيلي في مركز الهجوم، ولد في 2001 في Araripina ‏ في البرازيل. لعب مع نادي غواراني.